# Paratemnoides japonicus
Paratemnoides japonicus es una especie de arácnido del orden Pseudoscorpionida de la familia Atemnidae.

## Distribución geográfica
Se encuentra en Japón.